# 西田昭市
西田 昭市（にしだ しょういち、1928年5月26日 - 1990年5月28日）は、日本の俳優、声優。本名は同じ。
東京府（現東京都）出身。

## 人物
中央大学予科卒業。1947年3月に舞台芸術アカデミーに入所し、1948年10月まで在籍。1950年10月、劇団七曜会入団。1955年3月に七曜会を退団し、劇団葦の設立に参加。1964年6月からはフリーランスとなり、ぐるーぷさぼてん、赤坂プロダクション、エヌ・エー・シー、同人舎プロダクション、スカイプロ、太陽プロモーション、SKY企画、蛭川企画に所属していた。声種はバリトン。新劇俳優協会の理事も務めていた。
1990年5月28日、S状結腸癌のため死去、62歳没。

## 後任
西田の死後、持ち役を引き継いだ人物は以下の通り。
| 後任・代役 | キャラクター名                       | 概要作品                        | 後任・代役の初担当作品            |
| ---------- | ------------------------------------ | ------------------------------- | --------------------------------- |
| 水野龍司   | ウィリアム・ダーク犯罪捜査局刑事部長 | 『刑事コロンボ ロンドンの傘』   | ソフト版追加収録部分              |
| 水野龍司   | ジョニイ                             | 『スパイ大作戦 薔薇の秘密指令』 | ソフト版追加収録部分              |
| 大塚明夫   | ザ・フッド                           | 『サンダーバード』              | 『サンダーバード 秘密基地セット』 |
| 谷昌樹     | ザ・フッド                           | 『サンダーバード』              | 『サンダーバード 劇場版』NHK版    |
| 石田圭祐   | R・M・メリック艇長                   | 『宇宙大作戦 もう一つの地球』   | ソフト版追加収録部分              |

## 出演作品（俳優）

### テレビドラマ
- テレビドラマ（NHK）
  - 高野長英（1953年） - 書役
  - おふくろ（1955年） - 英一郎
- ドラマ / 姉妹（1954年、NHK）
- 家庭かるた 「晴れたり曇ったり」（1955年、NHK）
- 五文叩き（1956年、NHK）
- 連続ドラマ / うぞうむぞう（1957年、NHK）
- ここに人あり 第9回（1957年、NHK）
- 大助捕物帖（1958年、NTV）
- 幸運の階段（1958年、NHK）
- 西郷隆盛（1958年、NHK）
- 魔法の梨の木（1959年、NHK）
- ドキュメンタリードラマ 裁判 =これは安楽死だ=（1959年、KRT）
- 人生の四季 第47回「夜の霧」（1962年、NTV）
- テレビ指定席 / 失踪（1962年、NHK）
- 講談ドラマ / 藤十郎の恋（1963年、NHK）
- 判決 第70話「歪んだ町」（1964年、NET） - 高松
- 東芝日曜劇場 / 橋の下（1964年、TBS）
- 幕末（1964年 - 1965年、TBS）
- アジアの曙 第1話、第2話（1964年、TBS）
- 大河ドラマ（NHK）
  - 太閤記（1965年）
  - 元禄太平記（1975年）
  - 花神（1977年） - 静間彦太郎
    - 第1話「三条木屋町」
    - 第52話「世に棲む日日」
- 甲州遊侠伝 俺はども安 第8話（1965年、CX）
- 事件記者 第234話「銃口」（1965年、NHK）
- 乗っていたのは二十七人 第22話「女狐」（1965年、NET）
- 特別機動捜査隊（NET）
  - 第223話「魔性の女」（1966年）
  - 第288話「黒い砂漠」（1967年）
  - 第430話「明日からはひとり」（1970年） - 竹腰
  - 第457話「マンガの世界をゆく」（1970年）
- シオノギテレビ劇場 / 鳩の橋（1966年、CX）
- おはなはん（1966年 - 1967年、NHK）
- 三匹の侍（CX）
  - 第4シリーズ
    - 第1話「吠えろ剣」（1966年） - 蒲原
    - 第21話「復讐」（1967年）
    - 第26話「斬る」（1967年） - 堀口

  - 第5シリーズ 第14話「空っ風野郎」（1968年） - 政吉
- ウルトラシリーズ（TBS）
  - ウルトラマン 第16話「科特隊宇宙へ」（1966年） - バルタン星人（2代目）の声
  - 帰ってきたウルトラマン 第25話「ふるさと地球を去る」（1971年） - 愛野村の小学校の教師
- 泣いてたまるか（1967年、TBS）
  - 第45話「先生、初恋の人に逢う」
  - 第67話「雪の降る街に」
- コメットさん 第37話「ちびっこ戦争」（1967年、TBS） - 官吏
- 昔三九郎 第3話「無理難題」（1968年、NTV）
- 戦え! マイティジャック 第5話「マリアの像を追いかけろ!!」（1968年、CX）
- 37階の男 第16話「冷たい欲望の女」（1968年、NTV）
- 河童の三平 妖怪大作戦 第19話「妖怪村の復讐鬼」（1969年、NET） - 念力
- バンパイヤ 第15話「赤い満月の決斗」（1969年、CX） - テレビ局局長
- 孤独のメス 第2話（1969年、TBS）
- 鬼平犯科帳（八代目松本幸四郎版）
  - 第40話「かわうそ平内」（1970年、NET / 東宝） - 佃島の文次
  - 第50話「かまいたち」（1970年、NET / 東宝） - 藤堂源之進
- 日本怪談劇場 第10話「怪談 笠森お仙 幽霊茶屋」（1970年、12ch） - 越ヶ谷十兵衛
- 旗本退屈男 第22話（1971年、CX）
- 花王 愛の劇場 / 第二の結婚（1971年、TBS）
- ワン・ツウ アタック! 第8話「どろんこ修業」（1971年、12ch） - モデルプロダクションマネージャー
- 大忠臣蔵（1971年、NET） - 大久保権右衛門
- 軍兵衛目安箱 第7話「十三両の金」（1971年、NET / 東映） - 土田外記
- 人形佐七捕物帳 第24話「怪談猫屋敷」（1971年、NET） - 仙石十太夫
- 少年ドラマシリーズ / タイム・トラベラー（1972年、NHK） - 新聞社デスク
- 荒野の用心棒 第18話「黒い陰謀は波涛を越えて…」（1973年、NET） - 花村剛造
- GO!GOスカイヤー 大空の勇者 第16話「翼を失った鳥は今……」（1973年、CX）
- 少年探偵団 第19話「密室から消えた光子V-1」（1975年、NTV） - 小野博士
- 大江戸捜査網 第238話「万引き姫大作戦」（1976年、12ch）
- 太陽にほえろ!（NTV）
  - 第79話「鶴が飛んだ日」（1974年） - 麻薬捜査官
  - 第158話「顔」（1975年） - 高級外車の持ち主
  - 第200話「すべてを賭けて」（1976年） - ホテルTOYO支配人
  - 第220話「ジュンの復讐」（1976年） - 警察幹部
  - 第221話「刑事失格!?」（1976年） - 本庁査問委員
  - 第267話「追跡者」（1977年） - 本庁幹部
  - 第304話「バスジャックの日」（1978年） - 風間警視
  - 第318話「カレーライス」（1978年） - 本庁幹部の声 ※ノンクレジット
  - 第337話「偽装」（1979年） - 千葉県警刑事
  - 第380話「見込捜査」（1979年） - 裁判長
  - 第453話「俺を撃て! 山さん」（1981年） - 本庁幹部
  - 第545話「さらば! ジプシー」（1983年） - 本庁人事部長
  - 第678話「山村刑事の報酬なき戦い」（1986年） - 警察庁警視監
  - 第714話「赤ちゃん」（1986年） - 堀田義幸
- 伝七捕物帳 第78話「娘さらい お化け騒動」（1975年、NTV） - 西国屋
- 愛のサスペンス劇場 / 炎の記憶（1975年、NTV）
- 新宿警察 第15話「脅迫電話」（1976年、CX）
- 少年探偵団 第19話「密室から消えた光子V-1」（1976年、NTV）
- テレビドラマ / 禁じられた美徳（1976年、MBS）
- 快傑ズバット 第28話「そして、誰も居なくなる」（1977年、12ch） - 吉村
- ご存知!女ねずみ小僧 第9話「旅のゆくては茜雲」（1977年、CX / C.A.L） - 下川外記
- 日本の戦後 第6集「くにのあゆみ 戦後教育の幕あき」（1977年、NHK） - 大久保利謙
- 七人の刑事 第3シーズン 第45話「岩下刑事の恋人」（1979年、TBS）
- 特捜最前線 （1980年、ANB）
  - 第145話「凶器が歩く街!」
  - 第155話「完全犯罪・350ヤードの凶弾!」
- そば屋梅吉捕物帳（1980年、12ch）
  - 第20話「闇に笑うけしの花」 - 岡部嘉門
  - 第25話「地獄の底で笑う奴」 - 黒川勘兵衛
- 新・江戸の旋風 第23話「源兵衛長屋に鶴が来た」（1980年、CX / 東宝） - 大坂屋長兵衛
- 花よめは16歳 第31話「ミチついに結婚宣言!!」（1980年、ANB）
- 警視庁殺人課 第19話「恐怖のロープウェイ・死の脱出!」（1981年、ANB）
- 秘密のデカちゃん 第20話「何がなんでも! 猛烈女医の結婚宣言」（1981年、TBS / 大映テレビ） - 病院長
- ドラマスペシャル / 遥かなりマイ・ラブ（1981年、TBS）
- 時代劇スペシャル / 狐のくれた赤ん坊（1981年、CX）
- 火曜サスペンス劇場（NTV）
  - 女が見ていた（1983年）
  - 松本清張スペシャル・わるいやつら（1985年）
  - 非行少年「男と女の皮肉な再会!16年前の過去が少年を殺す」（1985年） - 医者[13]
- ザ・ハングマンシリーズ（ABC / 松竹）
  - 新ハングマン 第10話「新人女優に泥をぬる芸能学院女帝」（1983年） - 片岡代議士
  - ハングマンGOGO 第13話「地上げ屋に転がされた少女!」（1987年） - 松田
- 金曜ファミリーワイド / 松本清張の地の骨（1984年、CX / 大映テレビ）
- 金曜ドラマ / くれない族の反乱（1984年、TBS）
- ザ・サスペンス / 狙われた女教師（1984年、TBS）
- ニュードキュメンタリードラマ昭和 松本清張事件にせまる 第17話「阿部定のゆくえ」（1984年、ANB / 国際放映）
- 私鉄沿線97分署 第19話「パフォーマンスだ! 手を上げろ!」（1985年、ANB）
- ただいま絶好調! 第22話「アイラブ・ニューヨーク」（1985年、ANB）
- スペシャルドラマ / イエスの方舟（1985年、TBS）
- 土曜ワイド劇場 / 笹沢左保の裸の家族 裸の家族・仙台-東京ダブル殺人事件（1986年、ANB）
- 銭形平次 第3話「人情、迷子札」（1987年、NTV）

### 映画
- 雲ながるる果てに（1953年、松竹）
- 異母兄弟（1957年） - 長男 一郎司
- あしたの火花（1977年） - 田中市蔵

### 舞台
- ゴールデン・ボーイ（1954年、劇団七曜会） - シギィ[14]
- 人間の条件（1958年、東宝・劇団葦） - 岡崎[15]
- 憂愁の皇子（1965年、枇杷の木の会） - クマタケル[16]
- おえん（1981年、三浦布美子特別公演） - 玉屋山三郎[17]
- 笠森お仙（1981年、帝国劇場特別公演） - 雀屋喜右衛門[18]
- 名物ふじみ団子（1981年、英の会） -武市久万吉[19]
- 新編たぬき（1981年、東宝現代劇特別公演） - 橘家圓蔵[20]

## 出演作品（声優）

### 吹き替え

#### 担当俳優
- リノ・ヴァンチュラ
  - 彼奴を殺せ（アンスラン）
  - 死刑台のエレベーター（シェリエ警部）
  - 地獄の決死隊
  - 太陽の下の10万ドル（エルベ）

#### 映画
- 赤い砂塵（〈ジェフ・チャンドラー〉）
- 暁の出航（〈ナイジェル・パトリック〉）
- アフリカ特急（ロバート・プレストン / ウイリアム・ハンター〈ジャック・パランス〉）
- アラモ（ギャンブラー）※テレビ朝日版
- 宇宙冒険旅行（スタイヴェサント・ニコール〈ジョージ・サンダース〉）※テレビ新録版
- 生きていた男（バーガス署長〈ハーバート・ロム〉）
- 狼どもの戦場（フランク・フレッチャー〈アーネスト・ボーグナイン〉）
- オズの魔法使（ブリキ男 ヒッコリー〈ジャック・ヘイリー〉）※TBS版
- オスロ国際空港/ダブル・ハイジャック（デンバー）
- オデッサ・ファイル（リヒャルト・グリュックス〈ハンネス・メッセマー〉）※テレビ朝日版
- カーツーム ※NETテレビ版
- 影の視線（医者〈ピエール・ブレシニャック〉）
- 恐竜島の秘密（タスキナ〈テレンス・スタンプ〉）※フジテレビ版
- クィーン・メリー号襲撃（トニー〈リチャード・コンテ〉）
- 暗闇でドッキリ（チャールズ・ドレイフェス〈ハーバート・ロム〉）
- クルーゾー警部（ウィーバー警部〈フランク・フィンレイ〉）
- 決死圏SOS宇宙船（ハスラー博士）
- 国際諜報局（ロス大佐〈ガイ・ドールマン〉）
- コマンドー軍団3（フランク・フレッチャー〈アーネスト・ボーグナイン〉）
- さすらいの一匹狼（金鉱主コリンズ〈ピーター・カーター/ピエロ・ルリ〉）
- ザ・フライ/ハエ男の恐怖（チャラス警部〈ハーバート・マーシャル〉）※日本テレビ版
- シャーロック・ホームズの素敵な挑戦（マイクロフト・ホームズ〈チャールズ・グレイ〉）
- 10月のミサイル（ノックス）
- たくましき男たち（スターク〈ロバート・ライアン〉）
- チザム（ジェームズ・ペパー〈ベン・ジョンソン〉）※NET版
- 時の終わりまで（ウィリアム〈ロバート・ミッチャム〉）
- ハスラー（〈ジョージ・C・スコット〉）
- パリは燃えているか（ジョージ・パットン将軍〈カーク・ダグラス〉）
- 犯罪博士（ロックス・ヴァレンタイン〈ハンフリー・ボガート〉）
- ビッグケーヒル（ライトフット〈ネヴィル・ブランド〉）
- 復讐のガンマン/ジャンゴ（ジェフ〈ステリオ・カンデッリ〉）
- 札つき女（デヴィッド・グレアム〈ハンフリー・ボガート〉）
- マルタの鷹（トム・ポルハウス刑事〈ウォード・ボンド〉）
- ミッドウェイ（ロシュフォート中佐〈ハル・ホルブルック〉）※日本テレビ版
- 名犬チップの冒険
- リオ・ブラボー（ネイサン〈ジョン・ラッセル〉）※NET版

#### ドラマ
- アウター・リミッツ（マーシャル博士）
- 刑事コロンボ
  - ロンドンの傘（アーサー・ダーク犯罪捜査局刑事部長〈バーナード・フォックス〉）
  - 溶ける糸（フローレス刑事〈ヴィクター・ミラン〉）
  - 歌声の消えた海（プレストン・ワトキンス首席旅客係〈バーナード・フォックス〉）
- スパイ大作戦
  - 刑務所突破作戦（前編）（指令を渡す男／大尉）
  - 刑務所突破作戦（後編）（大尉）
  - 選挙戦にアタック!（警部補、尾行、国粋党員）
  - セシューム138（セフラの部下A）
  - 列車偽装作戦（将軍）
  - 未亡人はニ度生まれる（ハワード、クレズニックの配下B）
  - 黒の壊滅命令（前・後編）（ジョニー）
  - 第二の防衛配置図（バーバラの部下）
  - 毒には毒をもて!（マコーネル医師）
  - スリラー作戦（ルー）
  - ニトログリセリン（スコーラ）
  - 脱出請負業（ラッツ）
- タイムトンネル「星からの侵略者」（トーレグ〈フレッド・ペイア〉）
- 電撃スパイ作戦 （#15 警部、#23 リヒター〈ドナルド・ヒューストン〉）
- 逃亡者 （#91 スティール保安官補〈ピーター・マーク・リッチマン〉、#100 ホーガン〈マイケル・コンラッド〉）
- 特攻ギャリソン・ゴリラ #5（ルディ・ケンパー〈マラチ・スローン〉）
- ひとすじの道「キャシーの人形」（父親〈モルト・スミス〉）
- 弁護士ジャッド「正義の階段」（ベルナップ〈ポール・ランバート〉）
- ルート66「冷たい風」（〈ベン・ジョンソン〉）
- ワイオミングの兄弟（ウエルズ〈ロバート・ミドルトン〉）

#### 人形劇
- キャプテン・スカーレット ホワイト大佐を守れ!（USSパンサー二世艦長）
- サンダーバードシリーズ（ザ・フッド）
  - サンダーバード
  - サンダーバード 劇場版 ※劇場版
  - サンダーバード6号 ※劇場版
- ジョー90
  - 地底基地を爆破せよ（デイヴィス）
  - 幽霊教会の対決（クライン）
- ロンドン指令X 空飛ぶスパイ（デ・グルート）

### テレビアニメ
- 怪物くん（1968年）
- 侍ジャイアンツ（1973年） - 川上哲治[21]
- ヤッターマン（1977年） - 船長、ノンキホーテ、コロンボス
- タイムパトロール隊オタスケマン（1980年） - アシノモーフ博士

### ラジオドラマ
- 海によせるバラード（1959年、ニッポン放送）- 男[22]